# Matthew Boldy
Matthew „Matt“ Boldy (* 5. April 2001 in Milford, Massachusetts) ist ein US-amerikanischer Eishockeyspieler, der seit März 2021 bei den Minnesota Wild in der National Hockey League unter Vertrag steht und dort auf der Position des linken Flügelstürmers spielt.

## Karriere
Matthew Boldy wurde in Milford geboren und wuchs im benachbarten Millis auf. Er besuchte in seiner Jugend die Dexter Southfield School und lief für deren Eishockeyteam in einer lokalen High-School-Liga auf. Zur Saison 2017/18 wurde er ins USA Hockey National Team Development Program (NTDP) aufgenommen, die zentrale Talenteschmiede des US-amerikanischen Verbandes USA Hockey. Mit den U17- und U18-Auswahlen des NTDP, die auch als Nachwuchsnationalmannschaften fungieren, nahm der US-Amerikaner in den folgenden zwei Jahren am Spielbetrieb der United States Hockey League (USHL) teil, der ranghöchsten Juniorenliga des Landes. Dort verzeichnete er in beiden Saisons einen Punkteschnitt von über 1,0 pro Spiel und galt demzufolge als eines der vielversprechendsten Talente im NHL Entry Draft 2019. Dort berücksichtigten ihn letztlich die Minnesota Wild an zwölfter Position.
Vorerst schrieb sich Boldy jedoch zur Saison 2019/20 am Boston College ein, sodass er fortan mit den „Eagles“ in der Hockey East auflief, einer Liga im Spielbetrieb der National Collegiate Athletic Association (NCAA). Als Freshman verzeichnete er 26 Scorerpunkte in 34 Partien und wurde daher ins All-Rookie Team der Hockey East gewählt. Diese Leistung steigerte er im Folgejahr deutlich auf 31 Punkte aus 22 Spielen, sodass man ihn im Hockey East First All-Star Team berücksichtigte. Außerdem gehörte er zu den zehn vorläufigen  Finalisten für den Hobey Baker Memorial Award, der den besten College-Spieler des Landes ehrt und den in der Folge Cole Caufield erhielt.
Anschließend unterzeichnete Boldy im März 2021 einen Einstiegsvertrag bei den Minnesota Wild und kam wenig später bei deren Farmteam, den Iowa Wild, in der American Hockey League (AHL) zu seinem Profidebüt. Dort begann der Flügelstürmer auch die Spielzeit 2021/22, bevor er im Januar 2022 zu seinem Einstand in der National Hockey League (NHL) kam und sich dort prompt in Minnesotas Kader etablierte. Seine Rookie-Saison beendete er mit 39 Punkten aus 47 Partien. Anschließend unterzeichnete er im Januar 2023 einen neuen Siebenjahresvertrag in Minnesota, der ihm mit Beginn der Saison 2023/24 ein durchschnittliches Jahresgehalt von sieben Millionen US-Dollar einbringen soll.

### International
Auf internationaler Ebene sammelte Boldy bei der World U-17 Hockey Challenge 2017 erste Erfahrungen, bei der er mit der US-amerikanischen U17-Auswahl die Goldmedaille gewann. Im U18-Bereich nahm er anschließend an der U18-Weltmeisterschaft 2019 teil und errang dort mit dem Team die Bronzemedaille. Im weiteren Verlauf gehörte der Angreifer auch zum Aufgebot der U20-Nationalmannschaft seines Heimatlandes, die bei der U20-Weltmeisterschaft 2021 den Weltmeistertitel gewann.
Sein erstes Turnier für die A-Nationalmannschaft absolvierte Boldy mit der Weltmeisterschaft 2022, die die US-Amerikaner auf dem vierten Rang abschlossen. Zwei Jahre später nahm der Stürmer auch an der Weltmeisterschaft 2024 teil, bei der er mit 14 Punkten bester Scorer des Turniers war. Die US-Amerikaner landeten auf dem fünften Platz im Endklassement.

## Erfolge und Auszeichnungen
- 2020 Hockey East All-Rookie Team
- 2021 Hockey East First All-Star Team
- 2021 Finalist für den Hobey Baker Memorial Award

### International
- 2017 Goldmedaille bei der World U-17 Hockey Challenge
- 2019 Bronzemedaille bei der U18-Weltmeisterschaft
- 2021 Goldmedaille bei der U20-Weltmeisterschaft
- 2024 Topscorer der  Weltmeisterschaft

## Karrierestatistik
Stand: Ende der Saison 2024/25

### International
Vertrat die USA bei:
| - World U-17 Hockey Challenge 2017 - U18-Weltmeisterschaft 2019 - U20-Weltmeisterschaft 2021 | - Weltmeisterschaft 2022 - Weltmeisterschaft 2024 - 4 Nations Face-Off 2025 |

(Legende zur Spielerstatistik: Sp oder GP = absolvierte Spiele; T oder G = erzielte Tore; V oder A = erzielte Assists; Pkt oder Pts = erzielte Scorerpunkte; SM oder PIM = erhaltene Strafminuten; +/− = Plus/Minus-Bilanz; PP = erzielte Überzahltore; SH = erzielte Unterzahltore; GW = erzielte Siegtore; 1 Play-downs/Relegation; Kursiv: Statistik nicht vollständig)